# كولين كايبرنيك
كولين راند كايبرنيك (بالإنجليزية: Colin Kaepernick)‏ (من مواليد 3 نوفمبر 1987) هو لاعب كرة قدم أمريكية يلعب في مركز خط الوسط كظهير خلفي، لعب ستة مواسم مع فريق سان فرانسيسكو 49 في الدوري الوطني لكرة القدم. عرف عن كايبرنيك أيضًا نشاطه السياسي في مجال الحقوق المدنية، حيث اشتهر بوضعية الركوع على ركبة واحدة خلال النشيد الوطني الأمريكي احتجاجًا على وحشية الشرطة وعدم المساواة العرقية ضد السود في الولايات المتحدة.
لعب كايبرنيك كرة القدم الجامعية في جامعة نيفادا حيث حصل مرتين على لقب أفضل لاعب هجوم في المؤتمر الغربي الرياضي ليصبح اللاعب الوحيد في تاريخ كأس كرة القدم الفرعية للقسم الأول للرابطة الوطنية لرياضة الجامعات الذي يحصد 10000 ياردة اختراق مرورية و 4000 ياردة اندفاع.
بعد تخرجه، تم اختياره من قبل فريق سان فرانسيسكو 49 في الجولة الثانية من لائحة الدوري الوطني لكرة القدم الأمريكية لعام 2011. بدأ كايبرنيك مسيرته الاحترافية في كرة القدم كظهير احتياطي للاعب أليكس سميث، ثم أصبح لاعبا رئيسيا في الفريق خلال منتصف موسم 2012 بعد أن عانى سميث من ارتجاج في الدماغ. ظل كولين لاعب الوسط الأمامي لبقية الموسم، حيث قاد فريقه إلى مباراة السوبر بول في سابقة أولى منذ عام 1994. وخلال الموسم 2013، استطاع في أول موسم كامل له مساعدة فريقه في الوصول إلى بطولة تصفيات الدوري الوطني لكرة القدم الأمريكية. خلال المواسم الثلاثة التالية، خسر كولين موقعه الأولي ثم استعاده لاحقا، بعد أن غاب الفريق عن التصفيات لمدة ثلاث سنوات متتالية.
في عام 2016 وخلال مباراة ما قبل الموسم 43، ركع كايبرنيك على رجل واحدة أثناء عزف النشيد الوطني الأمريكي قبل المباراة بدلاً من وقوفه كالمعتاد، للاحتجاج على الظلم العنصري ووحشية الشرطة والاضطهاد المنهجي في البلاد.
في الأسبوع التالي وطوال الموسم، استمر كولين بالركوع على رجل واحدة أثناء النشيد. تلقت الاحتجاجات ردود فعل شديدة الاستقطاب، بين مؤيد لموقفه ضد العنصرية ومعارض له. نتج عن هذه الإجراءات حركة احتجاجية أوسع نطاقا، والتي اشتدت في سبتمبر 2017 بعد أن صرح الرئيس دونالد ترامب بأن على مالكي اتحاد كرة القدم الأميركية «طرد» اللاعبين الذين يحتجون على النشيد الوطني الأمريكي.
بسبب احتجاجه أصبح كايبرنيك بعد نهاية موسمه لاعبا حرا من دون فريق يوقع معه. حيث صرح موقع الإحصائيات الرياضية FiveThirtyEight أنه «"من الواضح أن كايبرنيك تم تهميشه بسبب آرائه السياسية"، إذ أن لاعبا استثنائيا مثله لا يمكنه العثور على فريق"»، وذلك استنادًا إلى احصائيات أنه «لا يوجد أي لاعب وسط فوق المتوسط بحسب ما تم قياسه من خلال التقييم الإجمالي للظهير الخلفي بقي عاطلا عن العمل، مثلما حصل مع كايبرنيك تقريبًا هذا الموسم».
في نوفمبر 2017، تقدم كولين بشكوى ضد اتحاد الدوري الوطني لكرة القدم الأميركية وملاكه، متهمًا إياهم بالتواطؤ لإبقائه خارج الدوري. في فبراير 2019، قام كايبرنيك بسحب تظلمه بعد التوصل إلى تسوية سرية مع اتحاد الدوري الوطني لكرة القدم.

## مناصرة السود
في عام 2020، عادت طريقة احتجاج كابيرنيك للواجهة وسط اهتمام عالمي إبان احتجاجات مقتل جورج فلويد ضد وحشية الشرطة والعنصرية. اتخذت هذه الاحتجاجات على الصعيد الوطني وضعية ركوع كابيرنيك على رجل واحدة.
بالموازاة مع ذلك ألقى مفوض اتحاد كرة القدم الأميركية، روجر غودل بيانا اعتذر فيه عن عدم الاستماع إلى مخاوف اللاعبين الأمريكيين من أصل أفريقي. فيما كتبت صحيفة التايمز أن كلمات غودل «اعتبرت منافقة بسبب رفض مالكي الدوري لكايبرنيك». في المقابل كتب مايكل روزنبرغ من مجلة سبورتس إلوسترايتد في ذلك الوقت، «"أمريكا البيضاء السائدة ستعيد النظر في كابيرنيك في مرحلة ما - بنفس الطريقة التي أعادت بها النظر في محمد علي كلاي بعد سنوات من رفضه السفر إلى فيتنام، وكما أعادت النظر كذلك في لاعب البيسبول جاكي روبينسون والملاكم جاك جونسون. التقدم يأتي من الهزات، يميل هذا البلد إلى معاقبة من يحثونه على التحرك بشكل أسرع. وقد بدأت إعادة النظر في كايبرنيك"».

## روابط خارجية
- كولين كايبرنيك على موقع IMDb (الإنجليزية)
- كولين كايبرنيك على موقع قاعدة بيانات الفيلم (الإنجليزية)
- كولين كايبرنيك على موقع إي إس بي إن.كوم (أن.أف.أل)3
- كولين كايبرنيك على موقع مرجع كرة القدم المحترفة.كوم (الإنجليزية)
- كولين كايبرنيك على موقع كلية كرة القدم في سبورتس رفرنس.كوم (الإنجليزية)